# Guido Brepoels
Guido Brepoels, né le 7 juin 1961 à  Eigenbilzen, est un footballeur belge devenu entraîneur.

## Biographie
Durant sa carrière, il a été reconnu comme l'entraîneur qui a donné une chance à François Sterchele à Oud-Heverlee Louvain alors que l'attaquant évoluait au RFC Union La Calamine en promotion.

## Carrière d'entraîneur
- 1995-2002 :  KS Kermt-Hasselt
- 2002-2004 :  KSK Tongres
- 2004-2007 :  Oud-Heverlee Louvain
- 2007-2008 :  KVSKU Overpelt Lommel
- 2008-2011 :  K Saint-Trond VV
- 2012-2013 :  K Saint-Trond VV
- 2013-2014 :  KFC Dessel Sport
- 2015 :  Waasland-Beveren[1]
- 2016 :  KFC Esperanza Pelt
- 2016-2017 :  Patro Eisden Maasmechelen
- 2017-2018 :  Patro Eisden Maasmechelen assistant et jeunes
- 2018-2019 :  KRC Genk Ladies[2]
- 2019-2020 :  KFC Diest
- 2020- :  KRC Genk Ladies[3]